# 3528 Counselman
A 3528 Counselman (ideiglenes jelöléssel 1981 EW3) a Naprendszer kisbolygóövében található aszteroida. Schelte J. Bus fedezte fel 1981. március 2-án.